# دهانیرا (گجرات)
دهانیرا (به انگلیسی: Dhanera) یک منطقهٔ مسکونی در هند است که در Dhanera Taluka واقع شده‌است. دهانیرا ۱۶ کیلومتر مربع مساحت و ۳۷٬۸۹۳ نفر جمعیت دارد و ۱۲۸ متر بالاتر از سطح دریا واقع شده‌است.